# William Harris (pływak)
William White „Bill” Harris, Jr. (ur. 26 października 1897 w Honolulu, zm. 7 marca 1961 tamże) – amerykański pływak, medalista olimpijski z Igrzysk Olimpijskich 1920 w Antwerpii.
Był Hawajczykiem. Specjalizował się w stylu dowolnym. Zawody w 1920 były jego jedynymi igrzyskami olimpijskimi. Zdobył brązowy medal na 100 metrów st. dowolnym. W wyścigu na 400 metrów st. dowolnym odpadł w półfinale.